# Овчинниковский сельсовет (Новосибирская область)
Овчинниковский сельсовет — сельское поселение в Коченёвском районе Новосибирской области Российской Федерации.
Административный центр — деревня Овчинниково.

## История
Статус и границы сельского поселения установлены Законом Новосибирской области от 2 июня 2004 года № 200-ОЗ «О статусе и границах муниципальных образований Новосибирской области»

## Население
| 2002 | 2010 | 2012 | 2013 | 2014 | 2015 | 2016 |
| ---- | ---- | ---- | ---- | ---- | ---- | ---- |
| 932  | ↘651 | ↘628 | ↘625 | ↘605 | ↘599 | ↘585 |
| 2017 | 2018 | 2019 | 2020 | 2021 |      |      |
| ↗587 | ↗593 | ↘587 | ↘575 | ↘562 |      |      |

## Состав сельского поселения
| № | Населённый пункт | Тип населённого пункта          | Население |
| - | ---------------- | ------------------------------- | --------- |
| 1 | Большая Поляна   | посёлок                         | ↘21       |
| 2 | Владиславский    | посёлок                         | →1        |
| 3 | Новорощинский    | посёлок                         | ↘127      |
| 4 | Овчинниково      | деревня, административный центр | ↘502      |